# Jytomyr-Ozerne
La base de Jytomyr (en ukrainien : Аеродром «Озерне»), situé près de la ville de Jytomyr et d'Ozerne , dans l'oblast de Jytomyr, en Ukraine.

## Histoire

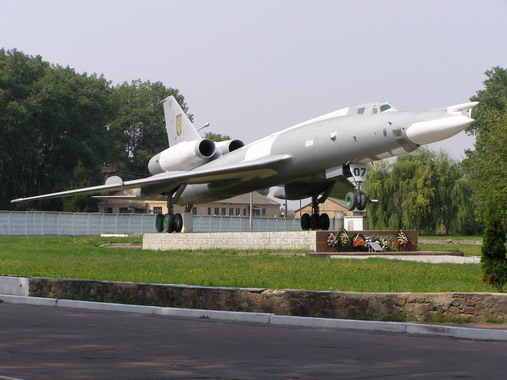
Un ancien Tupolev 22 faisant office de gate guardian devant l'entrée de la base.
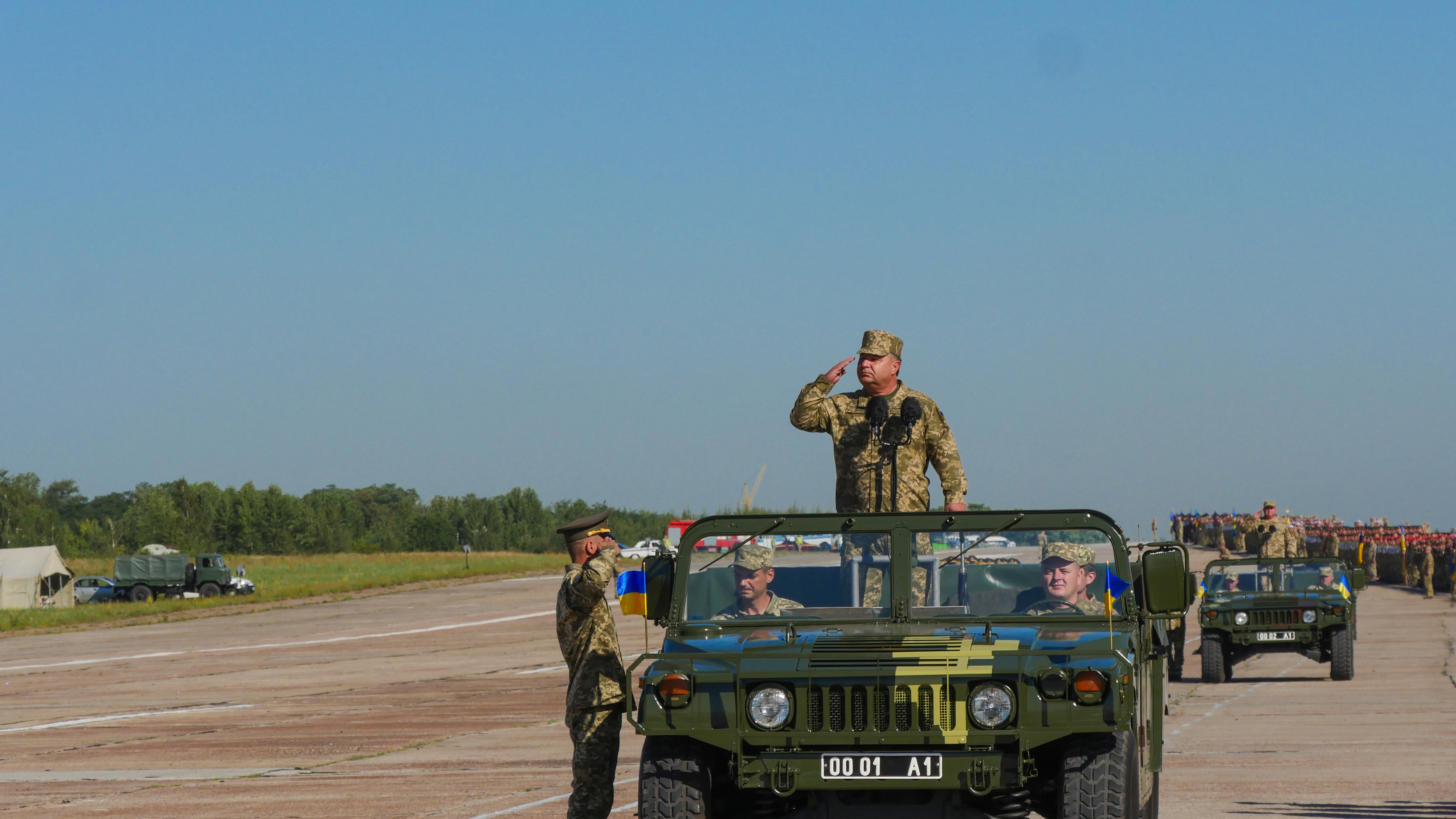
Visite du ministre de la défense ukrainien Stepan Poltorak en 2018.
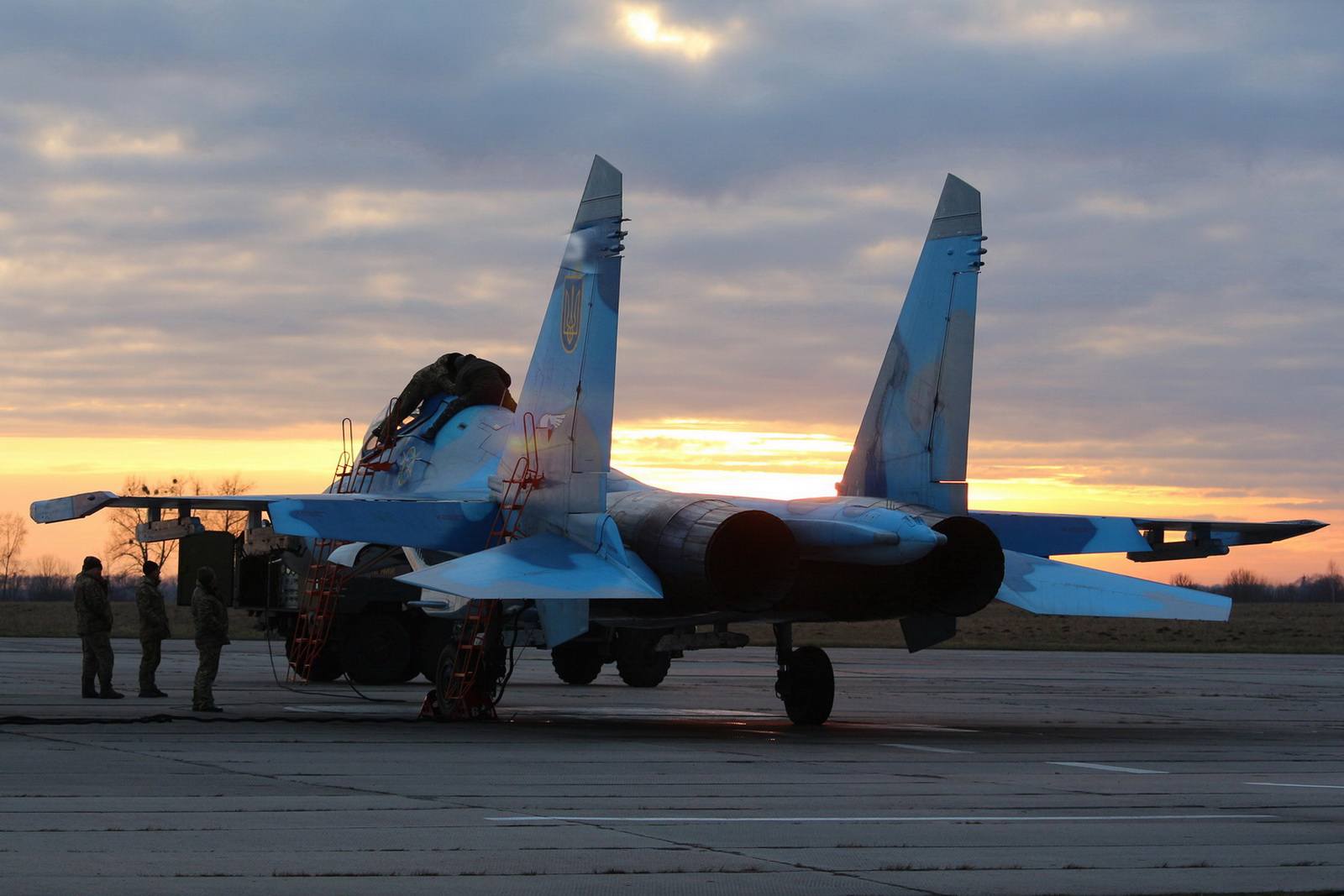
Un Su-27 sur la base en 2018.

Créée en 1933 par l'Armée Rouge, la base fut étendue en 1942 par la Luftwaffe sous le nom Flughafen Hegewald. Après la reconquête de la région par l'Armée rouge, en 1944, la base aérienne fut considérablement agrandie. Elle sert durant la guerre froide de base à l'Aviation à long rayon d'action. En 1990, avant l'éclatement de l'URSS, la 15e division aérienne de bombardiers lourds de la Garde, de la 46e armée aérienne y est stationnée.
Le 15 décembre 2018, le Sukhoi Su-27 du major Oleksandr Fomenko s'est écrasé lors d'un vol d'entrainement,.

### Invasion de l'Ukraine par la Russie en 2022
La base accueille la 39e brigade d'aviation tactique volant sur Sukhoi Su-27UB et des Aero L-39 Albatros.

## Situation
| Berdiansk Oujhorod Brody Ouman Kanatove Konotop Djankoï Tchouhouïv Kryvyï Rih Donetsk Sébastopol DniproVesseloïeBaheroveHorodokChersonèseGvardeïskoïeKatchaIvano-Frankivsk Izmaïl JovtneveJytomyr Koulbakino Kharkiv · Charcovie Khmelnytskyï Kherson KrementchoukKiev/Kyïv · Jouliany Kiev/Kyïv · Boryspil Kryvyï Rih Kolomya Loutsk Louhansk LvivMarioupol Mykolaïv Myrhorod Nijyn Odessa Poltava Rivne Sambir Simferopol Starokostiantyniv Tchernivtsi Vinnytsia Zaporijjia |

## Note
1. ↑  Harro Ranter, « Accident Sukhoi Su-27 55 blue, 15 Dec 2018 », sur aviation-safety.net (consulté le 15 décembre 2018).
2. ↑  (en-US) « Photos of crash wreck of Ukraine's Su-27 made public », sur 112.international (consulté le 17 décembre 2018).
3. ↑  « Ukraine Air Force », Scramble.nl (consulté le 26 février 2022).